# Metalimnobia dietziana
Metalimnobia dietziana är en tvåvingeart som först beskrevs av Alexander 1927.  Metalimnobia dietziana ingår i släktet Metalimnobia och familjen småharkrankar. Inga underarter finns listade i Catalogue of Life.